# Ostalbtrauf bei Aalen
Ostalbtrauf bei Aalen este o arie protejată (sit de importanță comunitară — SCI, arie de protecție specială avifaunistică — SPA) din Germania întinsă pe o suprafață de 561,47 ha, integral pe uscat.

## Localizare
Centrul sitului Ostalbtrauf bei Aalen este situat la coordonatele 48°49′22″N 10°09′18″E / 48.8228°N 10.155°E.

## Înființare
Situl Ostalbtrauf bei Aalen a fost declarat arie de protecție specială avifaunistică în martie 2001 pentru a proteja 8 specii de animale. Situl a fost protejat și ca sit de importanță comunitară în martie 2001.

## Biodiversitate
Situată în ecoregiunea continentală, aria protejată nu include niciun habitat protejat.
La baza desemnării sitului se află mai multe specii protejate de  păsări (8): minunița (Aegolius funereus), buha (Bubo bubo), porumbel de scorbură (Columba oenas), ciocănitoarea de stejar (Dendrocopos medius), ciocănitoare neagră (Dryocopus martius), Falco peregrinus peregrinus, gaia roșie (Milvus milvus), ciocănitoare verzuie (Picus canus)